# 異相双三角台塔柱
異相双三角台塔柱（いそうそうさんかくだいとうちゅう、Elongated triangular gyrobicupola）は、36番目のジョンソンの立体で、正六角柱の2つの底面に正三角台塔(J3)を、異相となる（正六角柱の各側面に1辺ずつ正三角形が接する）ようにつけた形である (立方八面体を半分に割り、間に正六角柱を挿入した形)。

## 関連図形
| 正三角台塔柱 （片方の台塔を取り除く）   | 立方八面体 （角柱を取り除く）             | 同相双三角台塔柱 （片側を60°回す） |
| 双三角台塔反柱 （角柱を反角柱に変える） | 異相双四角台塔柱 （台塔の角の数を増やす） |                                    |